# Jan Rittersberg
Jan Ritter z Rittersberka, též Johann Ritter z Rittersbergu (z Rittersberka) apod., německy Johann Ritter von Rittersberg, (9. října 1780, Praha – 18. června 1841 tamtéž) byl český německojazyčný spisovatel žijící v Praze, původním povoláním důstojník, první životopisec Josefa Dobrovského, vojenský historik, vydavatel českých národních písní.

## Život

### Mládí a vojenská kariéra
Šlechtický titul z Rittersbergu získal otec Jana Rittersberga, setník Maxmilian Ritter za obranu Prahy před Prusy v roce 1757. Manželka Maxmiliana Rittera a matka Jana pocházela z Libušína, rodným jménem Anna Geronišová.
Jan Rittersberg se narodil 9. října 1780 v Praze, kde také vystudoval gymnázium a studoval práva. Od roku 1800 sloužil v armádě, kde se zúčastnil v letech 1813–1815 akcí proti Napoleonovi. Roku 1821 v Neapoli onemocněl a požádal o penzionování. Dosáhl hodnosti setníka (Hauptmann).

### Pobyt v Praze
Po penzionování se natrvalo usadil v Praze. Věnoval se vojenské historii, stal se znalcem výtvarného umění a dějin hudby. V jeho salonu se scházely přední osobnosti českého kulturního života jako František Palacký, Václav Hanka a Josef Dobrovský. Od roku 1824 byl členem Společnosti vlasteneckých přátel umění a spolku Verein der Kunstfreunde für Kirchenmusik in Böhmen (Jednota k zvelebení kostelní hudby v Čechách). Byl přispívajícím členem Časopisu Českého musea.

### Tragické úmrtí
Při jízdě kočárem u Kanálské zahrady se splašili koně, Jan Rittersberg byl z kočáru vymrštěn a rozbil si hlavu. Na místě zemřel, dle matričního záznamu se tak stalo 18. června 1841. Je pohřben na Malostranském hřbitově na pražském Smíchově.

### Rodinný život
Po povýšení na setníka se oženil s dcerou podmaršálka barona Ludwiga z Vogelsangu. V manželství se narodil syn Ludvík (spisovatel, skladatel a litograf) a dcera Henrietta (spisovatelka, vychovatelka, překladatelka). Vnučka Jindřiška Slavínská byla herečka Národního divadla.

## Dílo

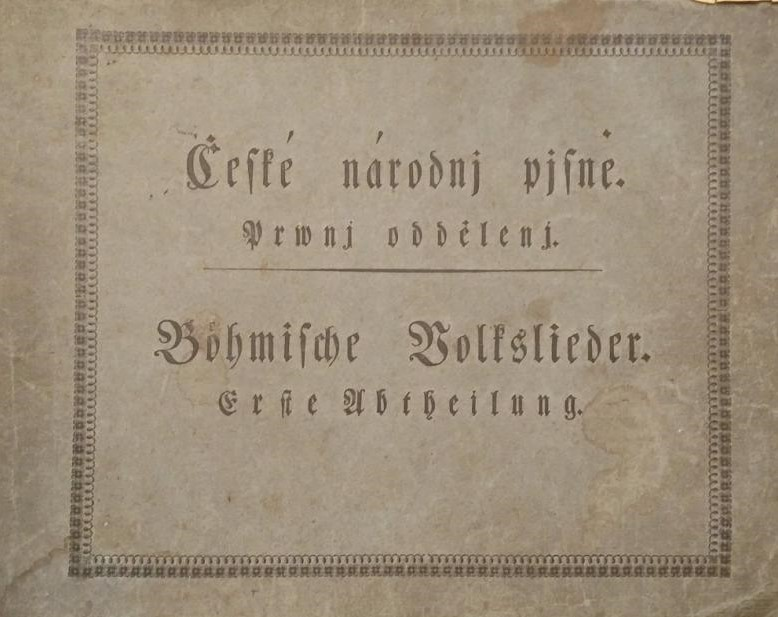
Jan Rittersberg: České národní písně (obálka, 1825)

### Časopisy
- Německý překlad básně Libušin soud z Rukopisu zelenohorského v časopise Der Kranz (1822)[8]

### Knižní vydání
Z dnešního pohledu jsou nejvýznamnějšími Ritterovými díly:
- České národnj pjsně – vydání českých národních písní v roce 1825. Písně byly vydány s notovým záznamem melodie a u českých písní zápisem textu v češtině. Věnování publikace hraběti Františku Antonínovi z Kolovrat bylo též v češtině. Dvoudílný sborník obsahuje 300 písní z Čech, z toho 50 německých. Na sbírce se podílel hudební skladatel a teoretik F. D. Weber. (Praha, nákladem vlastním, 1825)
- Abbé Joseph Dobrowsky – první životopis Josefa Dobrovského (Praha, vydavatel C. W. Enders 1829)[9]

### Jiné
- Další Rittersbergovy práce psané německy se týkají zejména vojenské historie. Je též autorem německého popisu maleb ve vlastnictví Společnosti vlasteneckých přátel umění (Verzeichniss der Kunstwerke, welche sich in der Gemälde-Gallerie der Privatgesellschaft patriotischer Kunstfreunde zu Prag befinden, 1835)
- Též překládal z francouzštiny do němčiny[10]
- Nedokončené libreto opery Leopolda Měchury Hiorba z roku 1835 (rukopis, notový záznam nezachován).[11]
- Novodobě (2012) byla vydána jeho biografie Kristiána Kryštofa Clam–Gallase v edici Antonina Svobody.[12]

## Zajímavosti
- Germanista a bohemista Václav Petrbok poukázal na rozdílné přijetí, kterého se dostalo Rittersbergovým Českým národním písním ve srovnání s obdobnou Čelakovského sbírkou folkloristického materiálu Slovanské národní písně. Čelakovský vydal svou sbírku v souladu s estetickým hlediskem a výhradně z venkovského prostředí, přitom písně, které považoval obsahově za nevhodné, nezařadil. Rittersberg byl veden dokumentárním hlediskem zachovávajícím historické památky a jeho soubor obsahuje i zlidovělé umělé písně, městské písně a německé písně z Čech. To nevyhovovalo tehdejšímu názoru a bylo mu vytknuto „snižování čisté duše lidu“ a zařazení „písní lůzy“.[13]
- Výběr z Rittersbergovy sbírky českých lidových písní nahrál a v roce 1991 poprvé vydal soubor Musica Bohemica.[14]
- V roce úmrtí Jindřišky Slavínské připomněly Národní listy, že tragédie spojené s koňmi se v rodu Rittersbergů opakovaly. Jan Ritter z Rittersbergu zahynul při pádu z kočáru, syn Ludvík se o tři roky později vážně zranil při pádu z koně, musel zanechat povolání učitele hudby a dlouhodobě se léčit. Ludvíkovu dceru Jindřišku Slavínskou kopnul v roce 1908 do hlavy splašený kůň a ona na následky zranění zemřela.[1]